# Tephrosia whyteana
Tephrosia whyteana är en ärtväxtart som beskrevs av Baker f.. Tephrosia whyteana ingår i släktet Tephrosia och familjen ärtväxter.

## Underarter
Arten delas in i följande underarter:
- T. w. gemina
- T. w. whyteana